# Al-Andalus
Al-Andalus (arapski: الأنْدَلُس) je arapsko ime za dijelove Iberijskog poluotoka pod vlašću španjolskih muslimana ili Maura u razdoblju od 711. do 1492. godine. Ovaj pojam nije istoznačnica današnjoj, a ni povijesnoj Andaluziji.
Od 711. Španjolskom su vladali Arapi koji su ostavili značajno kulturno naslijeđe, a vladali su tolerantno i prosvijećeno. Nakon stvaranja Kraljevine Kastilije i Kraljevine Aragonije intenzivno se počelo s progonom Arapa i osvajanjem područja pod njihovom vlašću (Rekonkvista). Arapi su se u 13. i 14. stoljeću povukli u Granadu, da bi naposljetku bili konačno protjerani, nakon ujedinjenja Španjolske 1479., nakon čega Španjolska postaje europska osvajačka velesila.

## Etimologija
Ime Al-Andalus pojavilo se već na prvim zlatnicima, zvanim dinarima, koje su iskovali arapski osvajači nekoliko godina nakon dolaska na osvojeno područje. Etimologija toponima nije nam sa sigurnošću poznata, no postoje nekoliko teorija koje nam je pokušavaju objasniti. Nizozemski povijesničar Reinhart Dozy povezuje toponim s imenom germanskog plemena Vandala (španjolski vándalos) koji su obitavali na tom području do dolaska Arapa, no ta je teorija bila podvrgnuta. Drugu teoriju predložio je Joaquín Vallvé koji je tvrdio da je Al-Andalus korupcija imena Atlantida. Nakon toga je Heinz Halm 1989. godine izraz Al-Andaluz izveo iz gotskog izraza *landahlauts.Godine 2002. godine Georg Bossong predložio da je izraz nastao iz predrimskog supstrata.